# Lago Matano
El lago Matano (en indonesio: Danau Matano) también conocido como Matana, es un lago natural en el sur de Célebes Meridional (Sulawesi Selatan), en el país asiático de Indonesia. Con una profundidad de 590 m (1.940 pies), es el lago más profundo de esa nación (calificado por la profundidad máxima), y el décimo lago más profundo del mundo. La elevación de la superficie con respecto a nivel medio del mar se encuentra a unos 382 m (1.253 pies), lo que significa que la parte más profunda del lago se encuentra por debajo del nivel del mar (Criptodepresión). Es uno de los dos lagos principales (el otro es el lago Towuti) en el sistema de lagos Malili.
El lago Matano es el hogar de muchas especies de peces endémicos y otros animales (por ejemplo camarones Caridina, cangrejos Parathelphusid y caracoles Tylomelania), así como muchas plantas. Los peces endémicos de Matano han sido comparados con los enjambres de especies de los lagos del Valle del Rift de África.